# Sisoès le Grand
Pour les articles homonymes, voir Sisoès.

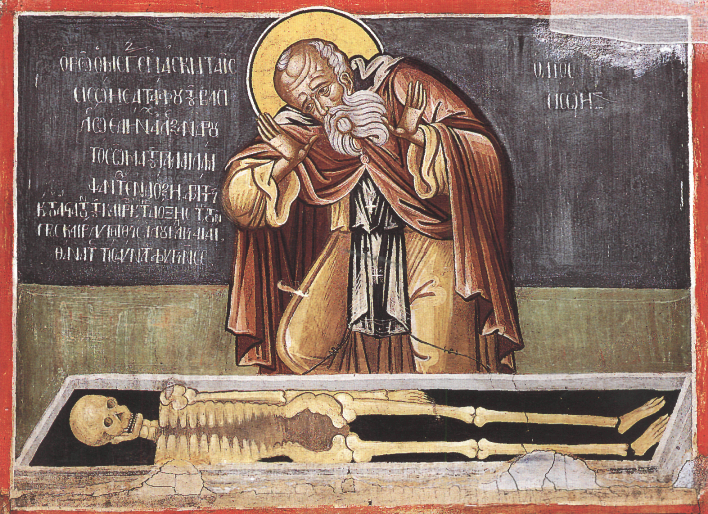
Sisoès devant la tombe d'Alexandre, monastère de Varlaam, XVIe siècle.

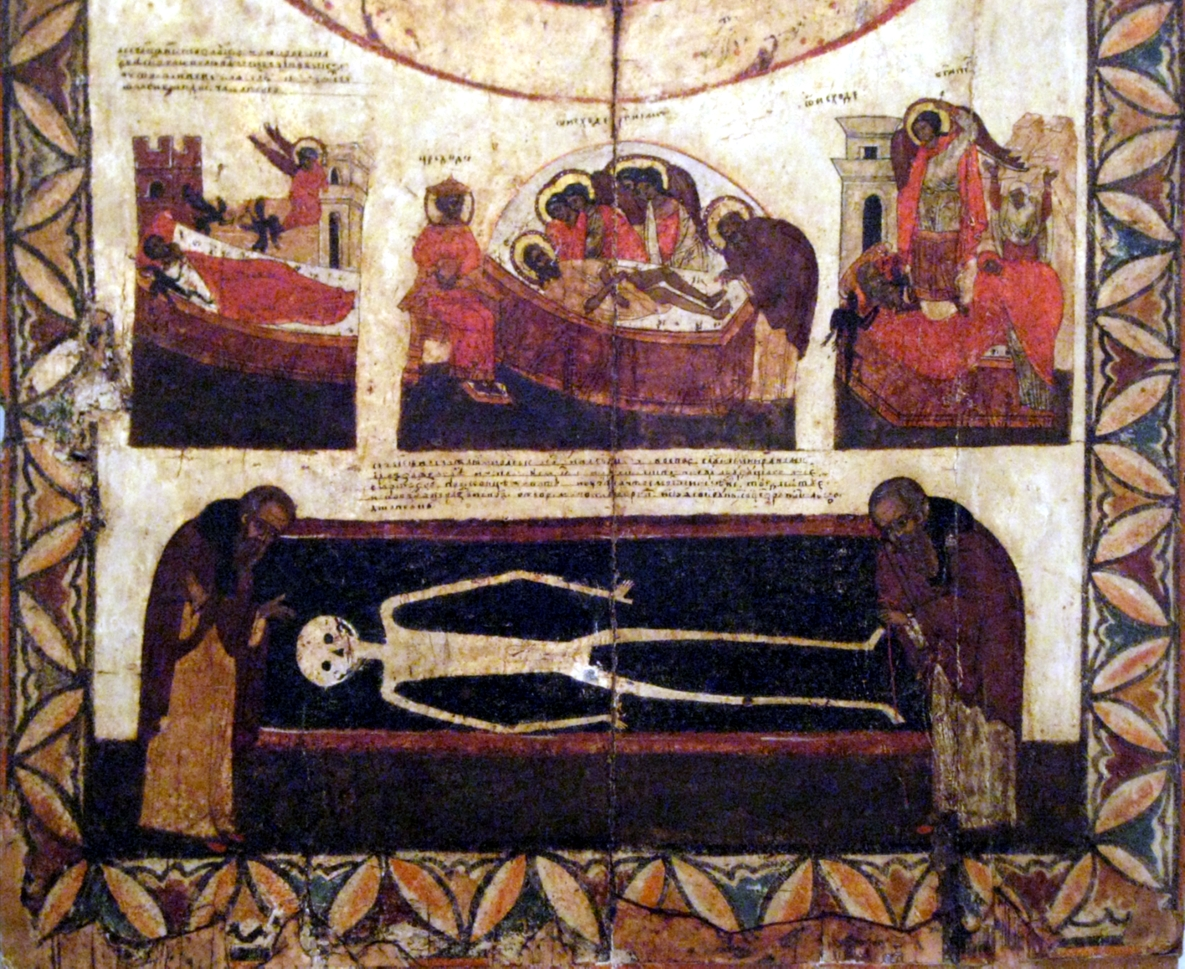
Porte nord d'une iconostase, Novgorod, détail, XVIe siècle.

Sisoès le Grand, Sisoès de Scété ou Abba Sisoès, surnommé « le vase d'élection du désert », vécut en Égypte, anachorète dans le désert, et il serait mort vers 429. L'Église orthodoxe et l'Église catholique en ont fait un saint.

## Biographie
Il partit dans le désert de Scété peu après la mort d'Antoine le Grand et passa soixante ans sur cette montagne, le mont Qolzoum (près de Clysma). Il tressait des paniers. On venait le voir de loin pour recevoir ses conseils. Il combattit les ariens. Il se serait rendu ensuite à Clysma au bord de la mer Rouge.
Sisoès est considéré comme le modèle du moine, « digne successeur » d'Antoine le Grand. Sisoès était réputé pour son humilité, et pour ses jeunes prolongés. Plusieurs miracles lui sont également attribués,. À la fin de sa vie, il se retire sur les bords de la mer Rouge et meurt en 429,.
Considéré comme Saint, il est fêté par les Églises orthodoxe et catholique le 6 juillet, (autrefois le 4 et le 5). Plusieurs Apophtegmes des Pères du désert le citent.

## Iconographie
On le représente souvent en vieillard, chauve avec une large barbe, regardant un cadavre dans un tombeau, celui d'Alexandre le Grand suppose-t-on : il est représenté ainsi dans l'église Saint Georges-des-Grecs de Venise, à la Grande Laure du mont Athos, aux Météores (monastère de Varlaam), etc.